# 캐빈 피버 (영화)
《캐빈 피버》(영어: Cabin Fever)는 미국에서 제작된 일라이 로스 감독의 2002년 코미디 공포 영화이다. 로스의 첫 장편 영화 연출작이다. 로스가 19살 때 아이슬란드 말 농장에서 일하던 시절 헛간을 청소한 뒤 극심한 피부 감염에 걸렸던 경험에서 착안했다고 한다. 라이더 스트롱, 조던 래드 등이 출연하였고, 샘 프레일릭 등이 제작에 참여하였다.
이후 캐빈 피버 영화 프랜차이즈가 형성되었으며, 2009년 속편 《캐빈 피버 2》가 공개되었다.

## 줄거리
홀로 숲에 사는 헨리가 살을 파먹는 바이러스에 감염된다.
폴 등 대학생 무리는 10월 방학(October break)을 즐기기 위해 헨리가 사는 지역의 외딴 오두막을 찾는다. 외따로 사냥에 나선 버트는 실수로 헨리를 화살로 쏜 뒤 도망친다.
밤에 헨리가 찾아와 이들에게 도움을 청하자 버트가 쫓아낸다. 헨리는 일행의 트럭을 훔치려다가 차에 토혈을 한 뒤 사라진다. 헨리의 피로 오염된 트럭을 고치는 과정에서 일행 일부가 바이러스에 감염된다.
폴은 관계가 진척 중이던 캐런의 사타구니에 손을 넣는데 바이러스가 이미 캐런의 허벅지 안쪽 살을 파먹어 피투성이가 돼 있는 것을 발견한다. 폴은 캐런을 격리시킨다.
탈출 경로가 막힌 극한 상황에서 폴은 충동적으로 마시와 관계를 맺지만 노골적으로 후회하는 모습을 보인다. 마시는 울면서 다리를 제모하기 위해 면도기로 피부를 가볍게 쓸어내리는데, 살이 벗겨지면서 피투성이가 된다. 결국 마시는 캐런과 함께 산 채로 개의 먹이가 된다.
이들은 광란의 살인극을 벌이고 있는 가해자 무리로 오해를 받고, 이들을 발견하는 즉시 현장에서 사살하라는 명령이 떨어진다.
증상이 심해진 폴은 정처 없이 돌아다니다가 급수장에 떠 있는 헨리의 시체를 발견한다. 주민들과 마주친 폴은 가까운 병원으로 옮겨지지만 능력의 한계에 부딪힌 의료진은 폴을 외부 병원으로 보내기로 결정한다. 그러나 폴을 이송하는 임무를 맡은 보안관보 윈스턴은 도중 폴을 버려 버린다. 제프는 난사를 당해 숨지고, 심한 탈수 증상을 느끼던 폴은 강가에서 쓰러진다. 
얼마 후 아무 것도 모르는 주민들이 가게 앞에 임시 설치된 레모네이드 가판대에서 헨리와 폴의 피가 섞인 물로 만든 음료를 사이좋게 나눠 마신다. 크레디트가 올라간 뒤 생수 브랜드 상표가 인쇄된 트럭이 외부로 빠져나가는 장면을 통해 오염된 물이 전국으로 팔려 나갈 예정임을 암시한다.

## 출연진
- 라이더 스트롱 - 폴 역
- 조던 래드 - 캐런 역
- 제임스 더벨로 - 버트 역
- 서리나 빈센트 - 마시 역
- 조이 컨 - 제프 역
- 아리 버빈 - 헨리 역
- 주세피 앤드루스 - 보안관보 윈스턴 역
- 일라이 로스 - 저스틴 / 그림 역

## 기타 제작진
- 공동 제작: 제프리 D. 호프먼
- 배역: 아이오 데이비스, 조 애덤스
- 미술: 프랭코자코모 카보니
- 의상: 팔로마 솔레다드